# The Waterfront
The Waterfront és una sèrie de televisió dramàtica estatunidenca creada per Kevin Williamson que es va estrenar a Netflix el 19 de juny de 2025. S'ha subtitulat al català.
El rodatge principal de la sèrie va tenir lloc entre l'agost de 2024 i el desembre de 2024 a Wilmington i Southport.